# Бургдорф (Берн)
Бургдорф (нем. Burgdorf, алем. нем. Burdlef) — город и коммуна в Швейцарии, находится в кантоне Берн, при выходе из Эмменской долины.
До 2009 года был центром округа Бургдорф, с 2010 года входит в округ Эмменталь. Население составляет 16 587 человек (на 31 декабря 2019 года). Официальный код — 0404.

## История
В 1798 году здесь основал своё известное воспитательное заведение Иоганн Генрих Песталоцци. Жил психолог Ханс Эбли.

## Фотографии

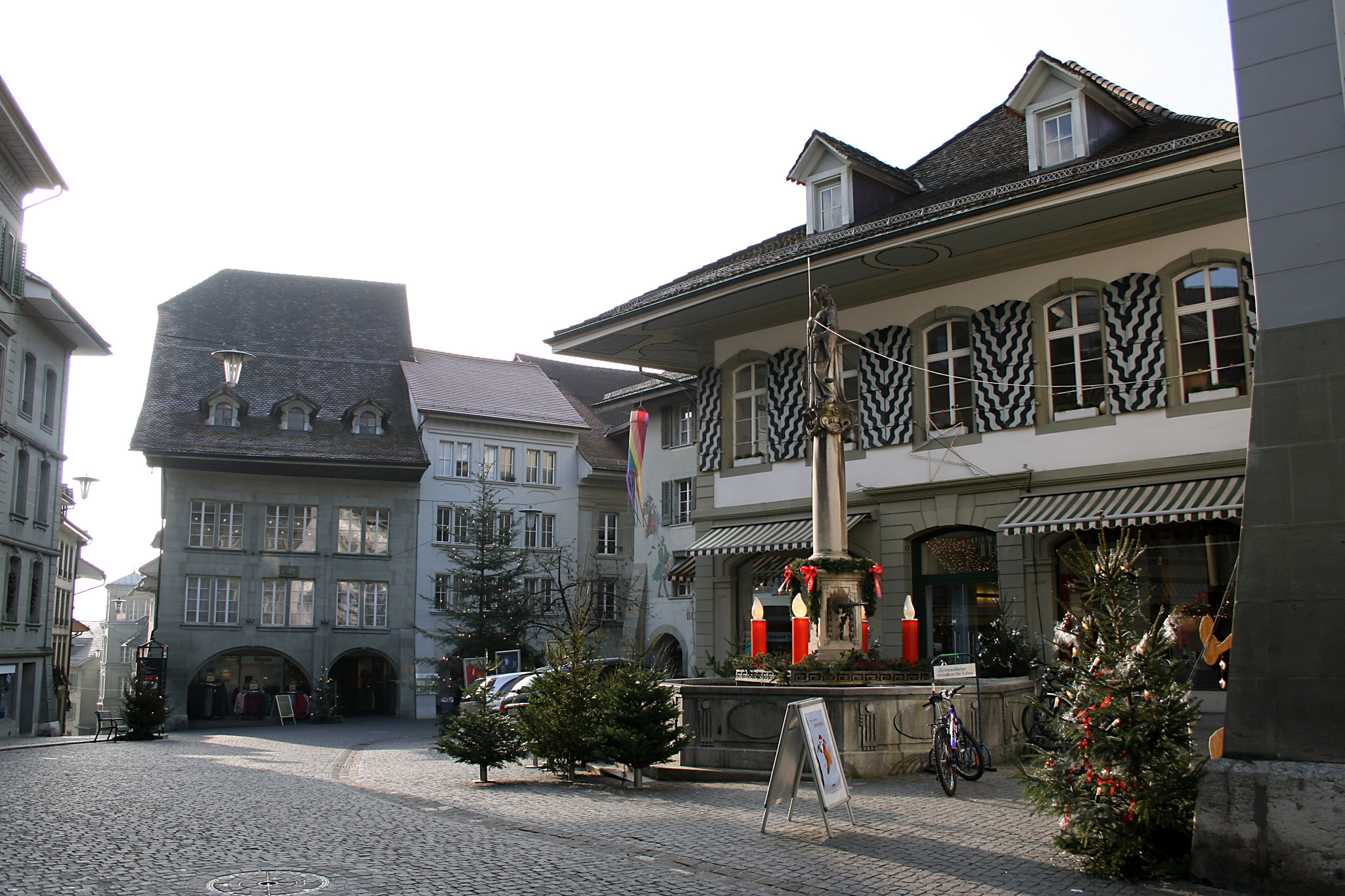
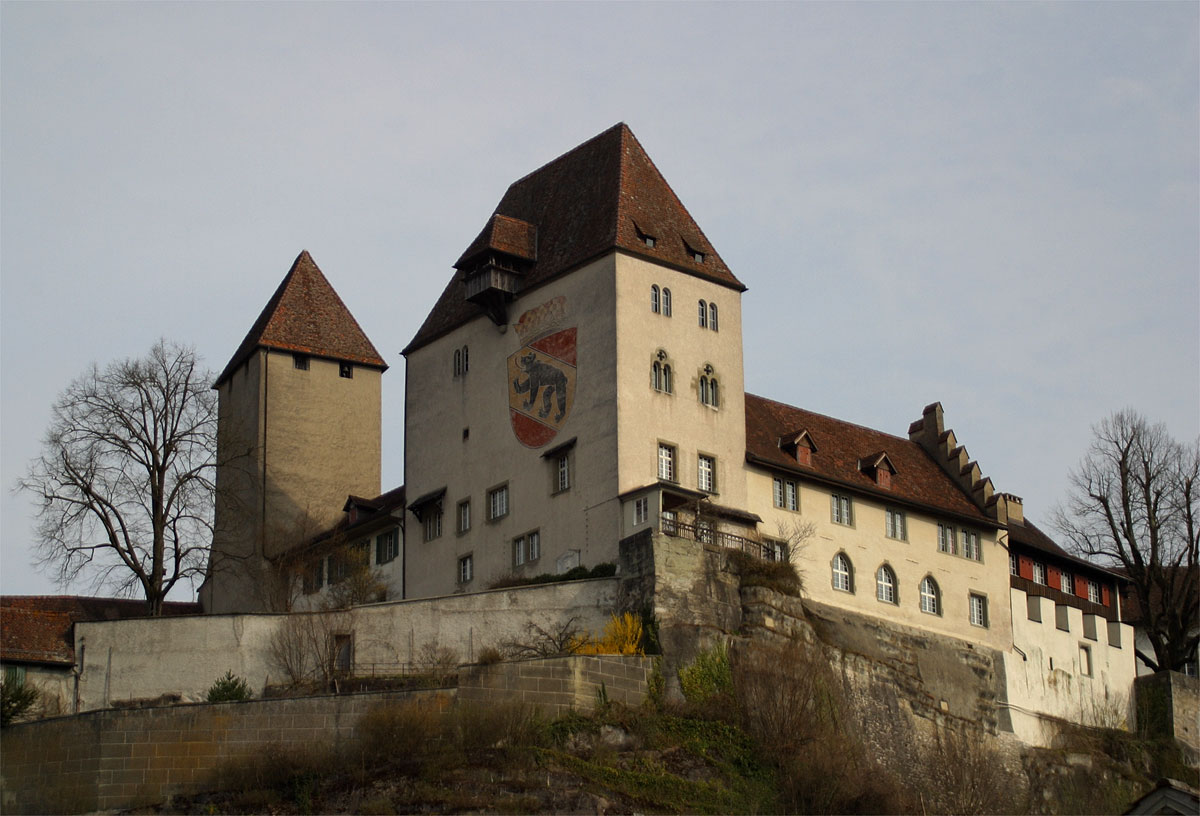
Замок
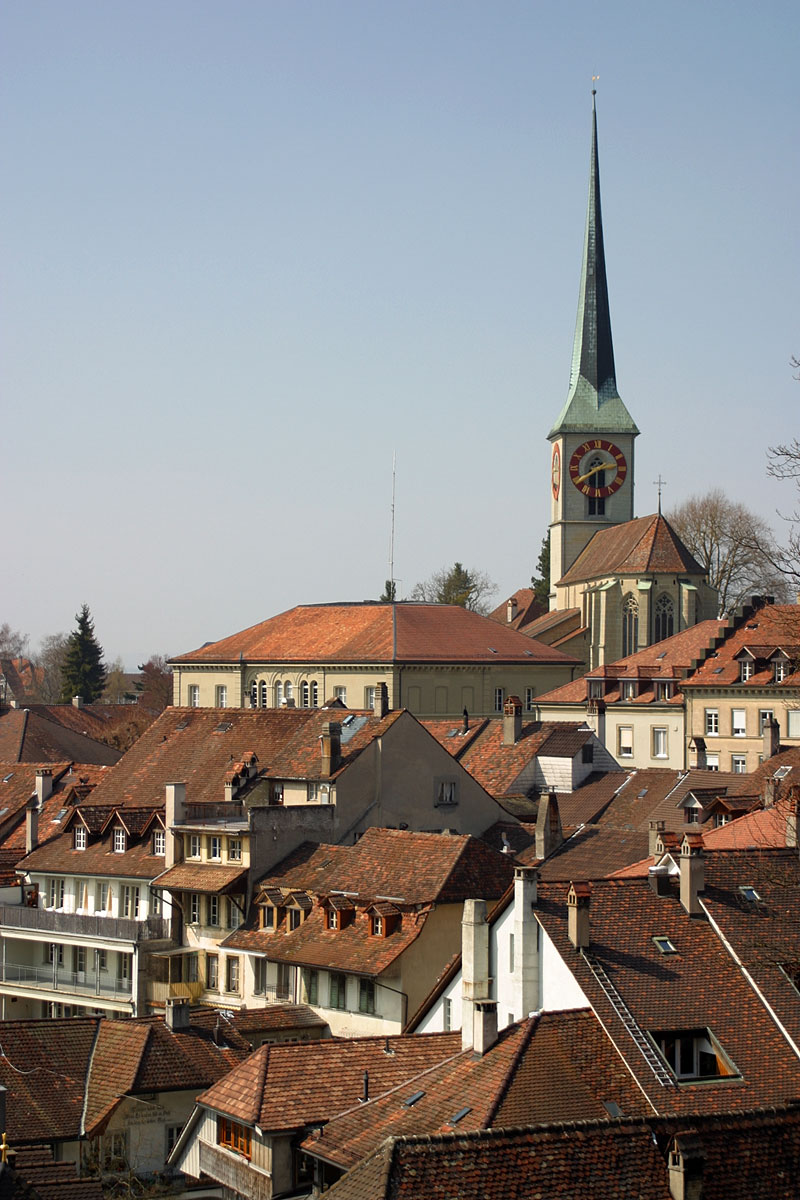